# Engishiki

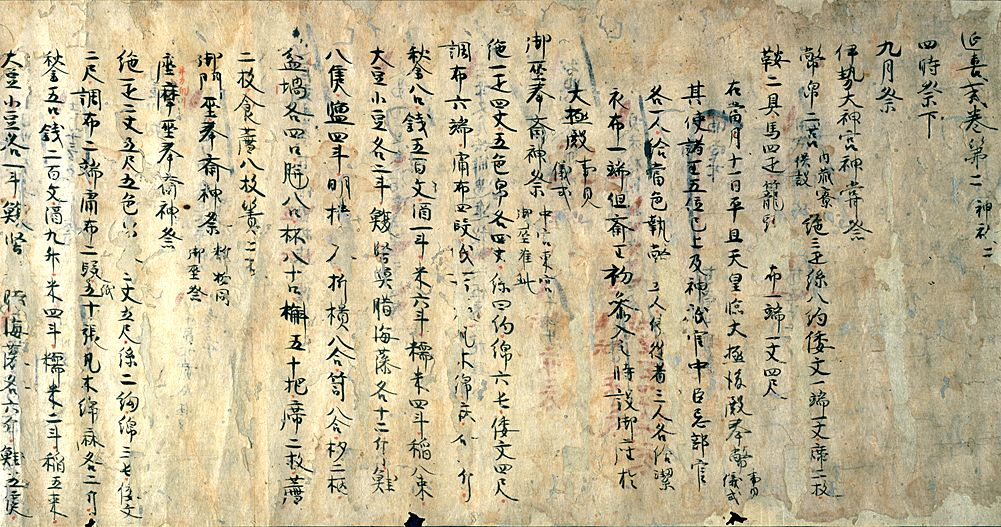
Engishiki Kujo

L' Engishiki (延喜式) est un recueil japonais de lois et de règlements datant de 927.

## Histoire
En 905, l'empereur Daigo ordonne la compilation d'un nouvel ensemble de lois. Fujiwara no Tokihira se met à la tâche, mais le projet s'interrompt à sa mort quatre ans plus tard, en 909. Son frère Fujiwara no Tadahira reprend le travail en 912 et le termine en 927. Après un certain nombre de révisions, il est officiellement mis en œuvre en 967.

## Contenu
Le texte comprend 50 volumes organisés par :
- volumes 1-10 : département des divinités (Jingi-kan) y compris le sanctuaire d'Ise et Saikū.
- volumes 11-40 : département d’État et des huit ministres.
- volumes 41-49 : autres sections
- volume 50 : lois diverses